# Máximo Levi
Máximo Levi (Buenos Aires, Argentina; 8 de enero de 1996) es un futbolista argentino. Juega de defensa y su equipo actual es San Martín de Tucumán, de la Primera Nacional.
Su posición principal es la de defensor central aunque también puede jugar como lateral derecho.

## Estadísticas

### Clubes
Actualizado hasta su último partido disputado el 25 de noviembre de 2024.
| Club                             | Div.          | Temporada     | Liga  | Liga  | Copas nacionales | Copas nacionales | Torneos internacionales | Torneos internacionales | Total | Total |
| Club                             | Div.          | Temporada     | Part. | Goles | Part.            | Goles            | Part.                   | Goles                   | Part. | Goles |
| -------------------------------- | ------------- | ------------- | ----- | ----- | ---------------- | ---------------- | ----------------------- | ----------------------- | ----- | ----- |
| Tristán Suárez Argentina         | 3.ª           | 2018-19       | 24    | 0     | —                | —                | —                       | —                       | 24    | 0     |
| Tristán Suárez Argentina         | Total club    | Total club    | 24    | 0     | 0                | 0                | 0                       | 0                       | 24    | 0     |
| C. A. Los Andes Argentina        | 3.ª           | 2019-20       | 16    | 1     | —                | —                | —                       | —                       | 16    | 1     |
| C. A. Los Andes Argentina        | 3.ª           | 2020          | 2     | 0     | —                | —                | —                       | —                       | 2     | 0     |
| C. A. Los Andes Argentina        | Total club    | Total club    | 18    | 1     | 0                | 0                | 0                       | 0                       | 18    | 1     |
| Defensores de Belgrano Argentina | 2.ª           | 2021          | 23    | 0     | 1                | 0                | —                       | —                       | 23    | 0     |
| Defensores de Belgrano Argentina | 2.ª           | 2022          | 29    | 0     | —                | —                | —                       | —                       | 29    | 0     |
| Defensores de Belgrano Argentina | 2.ª           | 2023          | 24    | 0     | 1                | 0                | —                       | —                       | 24    | 0     |
| Defensores de Belgrano Argentina | Total club    | Total club    | 76    | 0     | 2                | 0                | 0                       | 0                       | 78    | 0     |
| Hapoel Be'er Sheva Israel        | 1.ª           | 2023-24       | 9     | 0     | 1                | 0                | —                       | —                       | 10    | 0     |
| Hapoel Be'er Sheva Israel        | Total club    | Total club    | 9     | 0     | 1                | 0                | 0                       | 0                       | 10    | 0     |
| San Martín (T) Argentina         | 2.ª           | 2024          | 15    | 0     | —                | —                | —                       | —                       | 15    | 0     |
| San Martín (T) Argentina         | Total club    | Total club    | 15    | 0     | 0                | 0                | 0                       | 0                       | 15    | 0     |
| Total carrera                    | Total carrera | Total carrera | 142   | 1     | 3                | 0                | 0                       | 0                       | 145   | 1     |
| 1. 2.                            |               |               |       |       |                  |                  |                         |                         |       |       |

## Palmarés

### Títulos nacionales
| Título                    | Club                   | País   | Año     |
| ------------------------- | ---------------------- | ------ | ------- |
| Liga de Ascenso de México | Cafetaleros de Chiapas | México | 2017-18 |